# Crazy love (Michael Bublé)
Crazy love is het vierde studioalbum van de Canadese zanger Michael Bublé. Op het album staat tot nu toe zijn grootste hit Haven't met you yet, die in Nederland de top 10 van de hitlijsten bereikte.
Het album is de opvolger van zijn album Call me irresponsible dat de eerste positie behaalde in de Nederlandse Album Top 100. Crazy love kwam op 24 oktober 2009 binnen op nummer 2, dat is tot nu toe nog de hoogste positie van dit album.
Het album is ondertussen al 75.000 keer verkocht en heeft de platina status bereikt.

## Nummers
1. Cry me a river 4:14
2. All of me 3:07
3. Georgia on my mind 3:08
4. Crazy love 3:31
5. Haven't met you yet 4:05
6. All I do is dream of you 2:32
7. Hold On 4:06
8. Heartache Tonight 3:52
9. You're nobody till somebody loves you 3:07
10. Baby (you've got What it takes) 3:20 met Sharon Jones & The Dap-Kings
11. At this moment 4:37
12. Stardust 3:15 met Naturally 7
13. Whatever it takes (bonus) 4:34 met Ron Sexsmith
14. Some kind if wonderful (bonus) 3:04

+ Love hurts van The Everly Brothers

## Hitnoteringen

### NederlandseAlbum Top 100
| Hitnotering (week 1 t/m 73): 24-10-2009 t/m 12-03-2011 Hitnotering (week 74): 26-03-2011 Hitnotering (week 75): 07-05-2011 Hitnotering (week 76): 28-05-2011 Hitnotering (week 77 t/m 78): 11-06-2011 t/m 18-06-2011 Hitnotering (week 79): 17-12-2011 | Hitnotering (week 1 t/m 73): 24-10-2009 t/m 12-03-2011 Hitnotering (week 74): 26-03-2011 Hitnotering (week 75): 07-05-2011 Hitnotering (week 76): 28-05-2011 Hitnotering (week 77 t/m 78): 11-06-2011 t/m 18-06-2011 Hitnotering (week 79): 17-12-2011 | Hitnotering (week 1 t/m 73): 24-10-2009 t/m 12-03-2011 Hitnotering (week 74): 26-03-2011 Hitnotering (week 75): 07-05-2011 Hitnotering (week 76): 28-05-2011 Hitnotering (week 77 t/m 78): 11-06-2011 t/m 18-06-2011 Hitnotering (week 79): 17-12-2011 | Hitnotering (week 1 t/m 73): 24-10-2009 t/m 12-03-2011 Hitnotering (week 74): 26-03-2011 Hitnotering (week 75): 07-05-2011 Hitnotering (week 76): 28-05-2011 Hitnotering (week 77 t/m 78): 11-06-2011 t/m 18-06-2011 Hitnotering (week 79): 17-12-2011 | Hitnotering (week 1 t/m 73): 24-10-2009 t/m 12-03-2011 Hitnotering (week 74): 26-03-2011 Hitnotering (week 75): 07-05-2011 Hitnotering (week 76): 28-05-2011 Hitnotering (week 77 t/m 78): 11-06-2011 t/m 18-06-2011 Hitnotering (week 79): 17-12-2011 | Hitnotering (week 1 t/m 73): 24-10-2009 t/m 12-03-2011 Hitnotering (week 74): 26-03-2011 Hitnotering (week 75): 07-05-2011 Hitnotering (week 76): 28-05-2011 Hitnotering (week 77 t/m 78): 11-06-2011 t/m 18-06-2011 Hitnotering (week 79): 17-12-2011 | Hitnotering (week 1 t/m 73): 24-10-2009 t/m 12-03-2011 Hitnotering (week 74): 26-03-2011 Hitnotering (week 75): 07-05-2011 Hitnotering (week 76): 28-05-2011 Hitnotering (week 77 t/m 78): 11-06-2011 t/m 18-06-2011 Hitnotering (week 79): 17-12-2011 | Hitnotering (week 1 t/m 73): 24-10-2009 t/m 12-03-2011 Hitnotering (week 74): 26-03-2011 Hitnotering (week 75): 07-05-2011 Hitnotering (week 76): 28-05-2011 Hitnotering (week 77 t/m 78): 11-06-2011 t/m 18-06-2011 Hitnotering (week 79): 17-12-2011 | Hitnotering (week 1 t/m 73): 24-10-2009 t/m 12-03-2011 Hitnotering (week 74): 26-03-2011 Hitnotering (week 75): 07-05-2011 Hitnotering (week 76): 28-05-2011 Hitnotering (week 77 t/m 78): 11-06-2011 t/m 18-06-2011 Hitnotering (week 79): 17-12-2011 | Hitnotering (week 1 t/m 73): 24-10-2009 t/m 12-03-2011 Hitnotering (week 74): 26-03-2011 Hitnotering (week 75): 07-05-2011 Hitnotering (week 76): 28-05-2011 Hitnotering (week 77 t/m 78): 11-06-2011 t/m 18-06-2011 Hitnotering (week 79): 17-12-2011 | Hitnotering (week 1 t/m 73): 24-10-2009 t/m 12-03-2011 Hitnotering (week 74): 26-03-2011 Hitnotering (week 75): 07-05-2011 Hitnotering (week 76): 28-05-2011 Hitnotering (week 77 t/m 78): 11-06-2011 t/m 18-06-2011 Hitnotering (week 79): 17-12-2011 | Hitnotering (week 1 t/m 73): 24-10-2009 t/m 12-03-2011 Hitnotering (week 74): 26-03-2011 Hitnotering (week 75): 07-05-2011 Hitnotering (week 76): 28-05-2011 Hitnotering (week 77 t/m 78): 11-06-2011 t/m 18-06-2011 Hitnotering (week 79): 17-12-2011 | Hitnotering (week 1 t/m 73): 24-10-2009 t/m 12-03-2011 Hitnotering (week 74): 26-03-2011 Hitnotering (week 75): 07-05-2011 Hitnotering (week 76): 28-05-2011 Hitnotering (week 77 t/m 78): 11-06-2011 t/m 18-06-2011 Hitnotering (week 79): 17-12-2011 | Hitnotering (week 1 t/m 73): 24-10-2009 t/m 12-03-2011 Hitnotering (week 74): 26-03-2011 Hitnotering (week 75): 07-05-2011 Hitnotering (week 76): 28-05-2011 Hitnotering (week 77 t/m 78): 11-06-2011 t/m 18-06-2011 Hitnotering (week 79): 17-12-2011 | Hitnotering (week 1 t/m 73): 24-10-2009 t/m 12-03-2011 Hitnotering (week 74): 26-03-2011 Hitnotering (week 75): 07-05-2011 Hitnotering (week 76): 28-05-2011 Hitnotering (week 77 t/m 78): 11-06-2011 t/m 18-06-2011 Hitnotering (week 79): 17-12-2011 | Hitnotering (week 1 t/m 73): 24-10-2009 t/m 12-03-2011 Hitnotering (week 74): 26-03-2011 Hitnotering (week 75): 07-05-2011 Hitnotering (week 76): 28-05-2011 Hitnotering (week 77 t/m 78): 11-06-2011 t/m 18-06-2011 Hitnotering (week 79): 17-12-2011 | Hitnotering (week 1 t/m 73): 24-10-2009 t/m 12-03-2011 Hitnotering (week 74): 26-03-2011 Hitnotering (week 75): 07-05-2011 Hitnotering (week 76): 28-05-2011 Hitnotering (week 77 t/m 78): 11-06-2011 t/m 18-06-2011 Hitnotering (week 79): 17-12-2011 | Hitnotering (week 1 t/m 73): 24-10-2009 t/m 12-03-2011 Hitnotering (week 74): 26-03-2011 Hitnotering (week 75): 07-05-2011 Hitnotering (week 76): 28-05-2011 Hitnotering (week 77 t/m 78): 11-06-2011 t/m 18-06-2011 Hitnotering (week 79): 17-12-2011 | Hitnotering (week 1 t/m 73): 24-10-2009 t/m 12-03-2011 Hitnotering (week 74): 26-03-2011 Hitnotering (week 75): 07-05-2011 Hitnotering (week 76): 28-05-2011 Hitnotering (week 77 t/m 78): 11-06-2011 t/m 18-06-2011 Hitnotering (week 79): 17-12-2011 | Hitnotering (week 1 t/m 73): 24-10-2009 t/m 12-03-2011 Hitnotering (week 74): 26-03-2011 Hitnotering (week 75): 07-05-2011 Hitnotering (week 76): 28-05-2011 Hitnotering (week 77 t/m 78): 11-06-2011 t/m 18-06-2011 Hitnotering (week 79): 17-12-2011 | Hitnotering (week 1 t/m 73): 24-10-2009 t/m 12-03-2011 Hitnotering (week 74): 26-03-2011 Hitnotering (week 75): 07-05-2011 Hitnotering (week 76): 28-05-2011 Hitnotering (week 77 t/m 78): 11-06-2011 t/m 18-06-2011 Hitnotering (week 79): 17-12-2011 | Hitnotering (week 1 t/m 73): 24-10-2009 t/m 12-03-2011 Hitnotering (week 74): 26-03-2011 Hitnotering (week 75): 07-05-2011 Hitnotering (week 76): 28-05-2011 Hitnotering (week 77 t/m 78): 11-06-2011 t/m 18-06-2011 Hitnotering (week 79): 17-12-2011 | Hitnotering (week 1 t/m 73): 24-10-2009 t/m 12-03-2011 Hitnotering (week 74): 26-03-2011 Hitnotering (week 75): 07-05-2011 Hitnotering (week 76): 28-05-2011 Hitnotering (week 77 t/m 78): 11-06-2011 t/m 18-06-2011 Hitnotering (week 79): 17-12-2011 |
| Week: | 1 | 2 | 3 | 4 | 5 | 6 | 7 | 8 | 9 | 10 | 11 | 12 | 13 | 14 | 15 | 16 | 17 | 18 | 19 | 20 | 21 | 22 |
| --- | --- | --- | --- | --- | --- | --- | --- | --- | --- | --- | --- | --- | --- | --- | --- | --- | --- | --- | --- | --- | --- | --- |
| Positie: | 2 | 2 | 2 | 3 | 3 | 5 | 8 | 4 | 5 | 3 | 6 | 6 | 3 | 6 | 4 | 6 | 3 | 3 | 11 | 11 | 20 | 17 |
| Week: | 23 | 24 | 25 | 26 | 27 | 28 | 29 | 30 | 31 | 32 | 33 | 34 | 35 | 36 | 37 | 38 | 39 | 40 | 41 | 42 | 43 | 44 |
| Positie: | 12 | 19 | 21 | 27 | 30 | 36 | 26 | 14 | 20 | 16 | 18 | 15 | 14 | 10 | 13 | 17 | 17 | 18 | 19 | 23 | 16 | 19 |
| Week: | 45 | 46 | 47 | 48 | 49 | 50 | 51 | 52 | 53 | 54 | 55 | 56 | 57 | 58 | 59 | 60 | 61 | 62 | 63 | 64 | 65 | 66 |
| Positie: | 31 | 38 | 29 | 36 | 40 | 43 | 44 | 46 | 14 | 13 | 9 | 19 | 26 | 28 | 30 | 26 | 24 | 20 | 24 | 42 | 48 | 45 |
| Week: | 67 | 68 | 69 | 70 | 71 | 72 | 73 | | 74 | | 75 | | 76 | | 77 | 78 | | 79 | | | | |
| Positie: | 64 | 70 | 80 | 52 | 71 | 93 | 88 | uit | 92 | uit | 84 | uit | 100 | uit | 76 | 68 | uit | 88 | uit | | | |

### VlaamseUltratop 100Albums
| Hitnotering (week 1 t/m 38): 24-10-2009 t/m 10-07-2010 Hitnotering (week 39 t/m 49): 24-07-2010 t/m 02-10-2009 Hitnotering (week 50 t/m 63): 23-10-2009 t/m 22-01-2011 Hitnotering (week 64): 19-02-2011 Hitnotering (week 65): 09-07-2011 | Hitnotering (week 1 t/m 38): 24-10-2009 t/m 10-07-2010 Hitnotering (week 39 t/m 49): 24-07-2010 t/m 02-10-2009 Hitnotering (week 50 t/m 63): 23-10-2009 t/m 22-01-2011 Hitnotering (week 64): 19-02-2011 Hitnotering (week 65): 09-07-2011 | Hitnotering (week 1 t/m 38): 24-10-2009 t/m 10-07-2010 Hitnotering (week 39 t/m 49): 24-07-2010 t/m 02-10-2009 Hitnotering (week 50 t/m 63): 23-10-2009 t/m 22-01-2011 Hitnotering (week 64): 19-02-2011 Hitnotering (week 65): 09-07-2011 | Hitnotering (week 1 t/m 38): 24-10-2009 t/m 10-07-2010 Hitnotering (week 39 t/m 49): 24-07-2010 t/m 02-10-2009 Hitnotering (week 50 t/m 63): 23-10-2009 t/m 22-01-2011 Hitnotering (week 64): 19-02-2011 Hitnotering (week 65): 09-07-2011 | Hitnotering (week 1 t/m 38): 24-10-2009 t/m 10-07-2010 Hitnotering (week 39 t/m 49): 24-07-2010 t/m 02-10-2009 Hitnotering (week 50 t/m 63): 23-10-2009 t/m 22-01-2011 Hitnotering (week 64): 19-02-2011 Hitnotering (week 65): 09-07-2011 | Hitnotering (week 1 t/m 38): 24-10-2009 t/m 10-07-2010 Hitnotering (week 39 t/m 49): 24-07-2010 t/m 02-10-2009 Hitnotering (week 50 t/m 63): 23-10-2009 t/m 22-01-2011 Hitnotering (week 64): 19-02-2011 Hitnotering (week 65): 09-07-2011 | Hitnotering (week 1 t/m 38): 24-10-2009 t/m 10-07-2010 Hitnotering (week 39 t/m 49): 24-07-2010 t/m 02-10-2009 Hitnotering (week 50 t/m 63): 23-10-2009 t/m 22-01-2011 Hitnotering (week 64): 19-02-2011 Hitnotering (week 65): 09-07-2011 | Hitnotering (week 1 t/m 38): 24-10-2009 t/m 10-07-2010 Hitnotering (week 39 t/m 49): 24-07-2010 t/m 02-10-2009 Hitnotering (week 50 t/m 63): 23-10-2009 t/m 22-01-2011 Hitnotering (week 64): 19-02-2011 Hitnotering (week 65): 09-07-2011 | Hitnotering (week 1 t/m 38): 24-10-2009 t/m 10-07-2010 Hitnotering (week 39 t/m 49): 24-07-2010 t/m 02-10-2009 Hitnotering (week 50 t/m 63): 23-10-2009 t/m 22-01-2011 Hitnotering (week 64): 19-02-2011 Hitnotering (week 65): 09-07-2011 | Hitnotering (week 1 t/m 38): 24-10-2009 t/m 10-07-2010 Hitnotering (week 39 t/m 49): 24-07-2010 t/m 02-10-2009 Hitnotering (week 50 t/m 63): 23-10-2009 t/m 22-01-2011 Hitnotering (week 64): 19-02-2011 Hitnotering (week 65): 09-07-2011 | Hitnotering (week 1 t/m 38): 24-10-2009 t/m 10-07-2010 Hitnotering (week 39 t/m 49): 24-07-2010 t/m 02-10-2009 Hitnotering (week 50 t/m 63): 23-10-2009 t/m 22-01-2011 Hitnotering (week 64): 19-02-2011 Hitnotering (week 65): 09-07-2011 | Hitnotering (week 1 t/m 38): 24-10-2009 t/m 10-07-2010 Hitnotering (week 39 t/m 49): 24-07-2010 t/m 02-10-2009 Hitnotering (week 50 t/m 63): 23-10-2009 t/m 22-01-2011 Hitnotering (week 64): 19-02-2011 Hitnotering (week 65): 09-07-2011 | Hitnotering (week 1 t/m 38): 24-10-2009 t/m 10-07-2010 Hitnotering (week 39 t/m 49): 24-07-2010 t/m 02-10-2009 Hitnotering (week 50 t/m 63): 23-10-2009 t/m 22-01-2011 Hitnotering (week 64): 19-02-2011 Hitnotering (week 65): 09-07-2011 | Hitnotering (week 1 t/m 38): 24-10-2009 t/m 10-07-2010 Hitnotering (week 39 t/m 49): 24-07-2010 t/m 02-10-2009 Hitnotering (week 50 t/m 63): 23-10-2009 t/m 22-01-2011 Hitnotering (week 64): 19-02-2011 Hitnotering (week 65): 09-07-2011 | Hitnotering (week 1 t/m 38): 24-10-2009 t/m 10-07-2010 Hitnotering (week 39 t/m 49): 24-07-2010 t/m 02-10-2009 Hitnotering (week 50 t/m 63): 23-10-2009 t/m 22-01-2011 Hitnotering (week 64): 19-02-2011 Hitnotering (week 65): 09-07-2011 | Hitnotering (week 1 t/m 38): 24-10-2009 t/m 10-07-2010 Hitnotering (week 39 t/m 49): 24-07-2010 t/m 02-10-2009 Hitnotering (week 50 t/m 63): 23-10-2009 t/m 22-01-2011 Hitnotering (week 64): 19-02-2011 Hitnotering (week 65): 09-07-2011 | Hitnotering (week 1 t/m 38): 24-10-2009 t/m 10-07-2010 Hitnotering (week 39 t/m 49): 24-07-2010 t/m 02-10-2009 Hitnotering (week 50 t/m 63): 23-10-2009 t/m 22-01-2011 Hitnotering (week 64): 19-02-2011 Hitnotering (week 65): 09-07-2011 | Hitnotering (week 1 t/m 38): 24-10-2009 t/m 10-07-2010 Hitnotering (week 39 t/m 49): 24-07-2010 t/m 02-10-2009 Hitnotering (week 50 t/m 63): 23-10-2009 t/m 22-01-2011 Hitnotering (week 64): 19-02-2011 Hitnotering (week 65): 09-07-2011 | Hitnotering (week 1 t/m 38): 24-10-2009 t/m 10-07-2010 Hitnotering (week 39 t/m 49): 24-07-2010 t/m 02-10-2009 Hitnotering (week 50 t/m 63): 23-10-2009 t/m 22-01-2011 Hitnotering (week 64): 19-02-2011 Hitnotering (week 65): 09-07-2011 |
| Week: | 1 | 2 | 3 | 4 | 5 | 6 | 7 | 8 | 9 | 10 | 11 | 12 | 13 | 14 | 15 | 16 | 17 | 18 |
| --- | --- | --- | --- | --- | --- | --- | --- | --- | --- | --- | --- | --- | --- | --- | --- | --- | --- | --- |
| Positie: | 14 | 5 | 8 | 7 | 14 | 20 | 23 | 28 | 28 | 19 | 20 | 21 | 13 | 20 | 25 | 18 | 23 | 19 |
| Week: | 19 | 20 | 21 | 22 | 23 | 24 | 25 | 26 | 27 | 28 | 29 | 30 | 31 | 32 | 33 | 34 | 35 | 36 |
| Positie: | 27 | 30 | 45 | 42 | 66 | 67 | 65 | 74 | 74 | 70 | 62 | 46 | 52 | 58 | 16 | 22 | 28 | 38 |
| Week: | 37 | 38 | | 39 | 40 | 41 | 42 | 43 | 44 | 45 | 46 | 47 | 48 | 49 | | 50 | 51 | 52 |
| Positie: | 61 | 75 | uit | 78 | 78 | 83 | 89 | 98 | 87 | 90 | 84 | 98 | 93 | 87 | uit | 21 | 12 | 25 |
| Week: | 53 | 54 | 55 | 56 | 57 | 58 | 59 | 60 | 61 | 62 | 63 | | 64 | | 65 | | | |
| Positie: | 38 | 47 | 62 | 75 | 73 | 62 | 67 | 59 | 77 | 97 | 83 | uit | 100 | uit | 95 | uit | | |